# アトラスI
アトラスI(Atlas I)は、1990年代に様々な人工衛星を打ち上げるのに用いられたアメリカ合衆国の使い捨て型ロケットである。これ以前の全てのロケットにはアルファベットが付けられてHで終わっており、続くロケットにはローマ数字が付けられてIIから始まるために紛らわしいが、公式には、アトラスIの"I"は、ローマ数字の"1"である。
アトラスIの第1ステージは、アトラスGを改良したもので、第2ステージはセントールである。第1ステージには、2つのスラスタ、サステナーエンジンLR-105と置き換えた強力なRS-27、LR-89ブースターエンジンを備えた改良型のMA-5A推進システムが取り付けられた。サステナーエンジンを新しいRS-27に取り替えたことで、アトラスの3つの大きなスラスタは同じ推力を持つこととなった。ブースターエンジンの投棄は、サステナーエンジンの遮断に先立って行われる（セントールと繋げて使われるため、アトラスIは2.5段式ロケットとなっている）。

## 打上げ履歴
| 日付/時間 (GMT)     | シリアルナンバー | シリアルナンバー | ペイロード        | 結果 | 備考                                                         |
| 日付/時間 (GMT)     | アトラス         | セントール       | ペイロード        | 結果 | 備考                                                         |
| ------------------- | ---------------- | ---------------- | ----------------- | ---- | ------------------------------------------------------------ |
| 25 July 1990, 19:21 | AC-69            | 5049             | CRRES             | 成功 | アトラスIの処女飛行                                          |
| 1991年4月18日 23:30 | AC-70            | 5050             | ゆり3号H          | 失敗 | セントールのターボポンプが故障した                           |
| 1992年3月14日 00:00 | AC-72            | 5052             | ギャラクシー5号   | 成功 |                                                              |
| 1992年8月22日 22:40 | AC-71            | 5051             | ギャラクシー1R    | 失敗 | セントールのターボポンプが起動しなかった                     |
| 1993年3月25日 21:38 | AC-74            | 5054             | UHF F-1           | 失敗 | アトラスのエンジンが点火せず、衛星は予定の軌道に乗らなかった |
| 1993年9月3日 11:17  | AC-75            | 5055             | UHF F-2 (USA-95)  | 成功 |                                                              |
| 1994年4月13日 06:04 | AC-73            | 5053             | GOES-8 (GOES-I)   | 成功 |                                                              |
| 1994年7月24日 13:50 | AC-76            | 5056             | UHF F-3 (USA-104) | 成功 |                                                              |
| 1995年5月23日 05:52 | AC-77            | 5057             | GOES-9 (GOES-J)   | 成功 |                                                              |
| 1996年4月30日 04:31 | AC-78            | 5058             | ベッポサックス    | 成功 |                                                              |
| 1997年4月25日 05:49 | AC-79            | 5059             | GOES-10 (GOES-K)  | 成功 | アトラスIの最終飛行                                          |